# Morina kokanica
Morina kokanica är en kaprifolväxtart som beskrevs av Eduard August von Regel. Morina kokanica ingår i släktet Morina och familjen kaprifolväxter. Inga underarter finns listade i Catalogue of Life.